# Rossmoneura carbonata
Rossmoneura carbonata är en insektsart som först beskrevs av Mcatee 1920.  Rossmoneura carbonata ingår i släktet Rossmoneura och familjen dvärgstritar. Inga underarter finns listade i Catalogue of Life.